# Едда
Едда — назва двох пам'яток літератури у народів Ісландії, Данії, Норвегії, Швеції. Едда є основним джерелом давньогерманської міфології.
Назву едда мають два різні хоч і пов'язані між собою твори. Це «Едда Семунда» (Edda Sæmundar) («Старша Едда») та «Едда Сноррі» («Молодша Едда»), що в західноєвропейській історіографії відповідно звуться «Поетичною» та «Прозовою».
Старша Едда — збірка міфологічних та героїчних пісень, створених приблизно в X столітті. Записана Едда була XII століття, а потім загублена. Заново рукопис віднайшли лише 1643 року в Кьобенгавні. Назви рукопис не мав.
Молодша Едда — своєрідний підручник теорії поезії давньоісландських поетів-співців (скальдів), впорядкований у 1222—1223 роках ісландським істориком Сноррі Стурлусоном. Основну частину цієї Едди становлять прозаїчні оповідання про давньоісландську міфологію.
Оскільки Едда Сноррі Стурлсона значною мірою виявилася переказом давнішого поетичного рукопису, саме його назвали «Старшою Еддою», а давно відому «Едду Снорі» — «Молодшою».

## Етимологія
Етимологія слова «едда» до кінця не з'ясована. Існує кілька версій походження цього слова. Класичними є такі погляди:
1. Едда походить від слова, що означає поезію (пор. давньоскан. óðr (поезія)).
2. За назвою хутора Oddi, де, за легендою, Сноррі писав Едду.
3. В одному з діалектів Едда означає прабаба.
4. Можливе походження від лат. edere (писати, публікувати)